# IC 3387
IC 3387 ist eine Spiralgalaxie vom Hubble-Typ Sb? im Sternbild Coma Berenices am Nordsternhimmel. Sie ist schätzungsweise 670 Millionen Lichtjahre von der Milchstraße entfernt.
Das Objekt wurde am 23. März 1903 vom deutschen Astronomen Max Wolf entdeckt.